# Der Schläger von Chicago
Der Schläger von Chicago (Originaltitel: The Square Jungle, frei übersetzt: „Der quadratische Dschungel“) ist ein US-amerikanischer Spielfilm aus dem Jahr 1955 von Jerry Hopper. Das Drehbuch verfasste George Zuckerman. Die Hauptrollen sind mit Tony Curtis, Pat Crowley und Ernest Borgnine besetzt. Ins Kino kam das Werk erstmals am 30. Dezember 1955 in den Vereinigten Staaten. In der Bundesrepublik Deutschland konnte man den Film ab 29. Juni 1956 auf der Leinwand sehen.

## Handlung
Weil er in betrunkenem Zustand eine Schlägerei angezettelt hatte, wird der alte Pat Quaid zu 20 Tagen Haft verurteilt. Sein Sohn Eddie erfährt dies erst vom Vater seiner Freundin Julie Walsh. Darüber hinaus verlangt Mike Walsh auch noch von dem Jungen, sich künftig von seiner Tochter fernzuhalten. Nachdem diese zu den Worten ihres Vaters schweigt, verlässt Eddie wütend die Wohnung.
Der Polizeibeamte Jim McBride erklärt sich bereit, Pat Quaid gegen eine Buße von 25 Dollar freizulassen. Eddie kann aber nur zehn aufbringen. Daher nimmt er zum ersten Mal an einem Boxkampf teil, bei welchem dem Sieger eine Prämie winkt. Mit großer Mühe schafft Eddie es, seinen Gegner auf die Bretter zu schicken. McBride, der Zeuge des Kampfes war, ist von Eddies Talent überrascht. So hilft er ihm, einen guten Trainer zu finden. Nachdem Eddie von seinem Vater erfahren hat, dass dieser in jungen Jahren selbst unter dem Pseudonym „Packy Glennon“ ein erfolgreicher Boxer war, nimmt er ebenfalls diesen Namen an, was seinen Vater glücklich macht. In Bernie Browne gewinnt Packy einen hervorragenden Trainer.
Drei Jahre später trifft Packy im Ring auf Al Gorski, den Meister im Mittelgewicht. In der dritten Runde gelingt es dem Neuling, seinen Gegner niederzuschlagen. Packy Glennon ist neuer Weltmeister. Bei der anschließenden Feier platzt Julie Walsh in ein Tête-à-Tête zwischen Packy und Lorraine Evans, bei der Packy – in bester Erinnerung an die grobe Behandlung, die ihm von Julies Vater widerfahren ist – seine Verflossene rüde abfertigt. Als er erfährt, dass sich deren Vater inzwischen das Leben genommen hat, rennt er Julie hinterher, aber jetzt ist sie es, die nichts mehr von der alten Freundschaft wissen will. Dem alten Pat Quaid aber gelingt es, die beiden Hitzköpfe zu versöhnen.
Im Revanchekampf gegen Al Gorski bricht der Ringrichter Tommy Dillon in der dritten Runde den Kampf ab und erklärt Gorski zum Sieger. Daraufhin bricht Packy – gegen den Rat seines Trainers – einen heftigen Streit mit dem Ringrichter vom Zaun. Beim dritten Aufeinandertreffen der beiden Boxer schlägt Packy seinen Gegner krankenhausreif.
Nach tagelanger Suche finden Pat Quaid und Jim McBride den vermissten Packy betrunken in einem Hotel in New Orleans. Ohne Gegenwehr lässt sich Packy – jetzt wieder Eddie Quaid – von den beiden nach Hause bringen. Seit seinem letzten Kampf ist der Junge ein anderer geworden. Nie wieder will er im Ring stehen. In der Sorge um seinen Sohn sucht der alte Quaid Hilfe bei Bernie Browne.
Nur widerwillig lässt sich Eddie von Julie, McBride und seinem Vater zu einem Boxkampf mitnehmen. Als Eddie seinen einstigen Gegner im Ring entdeckt, will er plötzlich die Flucht ergreifen. Aber Al Gorski, der von Bernie hierher bestellt worden ist, findet die rechten Worte und reicht Eddie die Hand. Der kann nun wieder befreit aufatmen.

## Synchronisation der wichtigsten Rollen
| Rolle          | Darsteller      | Synchronstimme      |
| -------------- | --------------- | ------------------- |
| Eddie Quaid    | Tony Curtis     | Sebastian Fischer   |
| Julia Walsh    | Pat Crowley     | Marianne Mosa       |
| Bernie Browne  | Ernest Borgnine | Wolf Martini        |
| Jim McBride    | Paul Kelly      | Kurt Waitzmann      |
| Pat Quaid      | Jim Backus      | Walther Suessenguth |
| Lorraine Evans | Leigh Snowden   | Gisela Trowe        |

## Kritik
Keine besonders gute Meinung von dem Streifen hat das Lexikon des internationalen Films. Es zieht folgendes Fazit: „Klischeehandlung mit harten Fights und milder Gesinnung.“

## Quelle
- Programm zum Film: Illustrierte Film-Bühne, Verlag FILM-BÜHNE GmbH, München, Nummer 3319